# Тетяновка (Щербактинський район)
Тетя́новка (каз. Татьяновка) — село у складі Щербактинського району Павлодарської області Казахстану. Входить до складу Шарбактинського сільського округу.
Населення — 58 осіб (2021; 107 у 2009, 211 у 1999, 510 у 1989).
Національний склад станом на 1989 рік:
- українці — 50 %